# Gonia fulva
Gonia fulva är en tvåvingeart som först beskrevs av Robineau-desvoidy 1830.  Gonia fulva ingår i släktet Gonia och familjen parasitflugor.
Artens utbredningsområde är Frankrike. Inga underarter finns listade i Catalogue of Life.